# كورت روبرتس
كورت روبرتس (بالإنجليزية: Curt Roberts)‏ هو لاعب كرة قاعدة أمريكي، ولد في 16 أغسطس 1929 في باينلاند في الولايات المتحدة، وتوفي في 14 نوفمبر 1969 في أوكلاند في الولايات المتحدة بسبب حادث مرور.

## وصلات خارجية
- كورت روبرتس على موقعبيزبول رفرنس.كوم (الدوري الرئيسي) (الإنجليزية)
- كورت روبرتس على موقعبيزبول رفرنس.كوم (الدوري الثانوي) (الإنجليزية)